# John Henry Lorimer

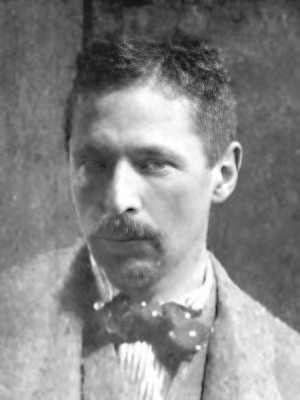
John Henry Lorimer

John Henry Lorimer (* 12. August 1856 in Edinburgh; † 4. November 1936 in Pittenweem) war ein schottischer Maler, der sich mit Porträts und Genreszenen des täglichen Lebens beschäftigte.

## Leben

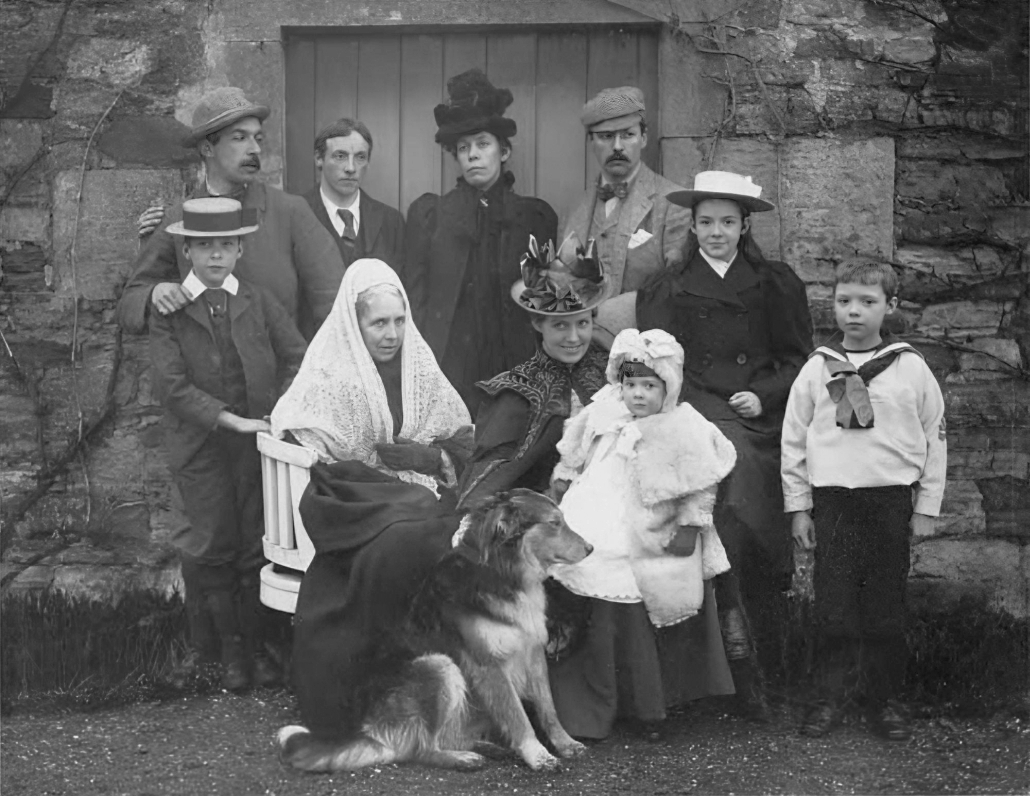
Familie Lorimer um 1895

Lorimer war der zweitgeborene Sohn des Juristen James Lorimer (1818–1890), der von 1862 bis 1890 Regius Professor of Public Law and the Law of Nature and Nations an der University of Edinburgh war. Seine Mutter war Hannah Lorimer (1835–1916), geborene Stodart. John Henry Lorimer hatte einen älteren Bruder, James Lorimer (1852–1898), und einen jüngeren Bruder, Robert Lorimer (1864–1929), der als Architekt und Möbeldesigner Bekanntheit erlangte. Daneben hatte er noch drei Schwestern, Louise Lorimer (1860–1946), Janet Alice Lorimer (1857–1932), später Ehefrau des Kolonialrichters David Patrick Chalmers, und Hannah Cassels Lorimer (1854–1947), die als Künstlerin arbeitete und mit dem Botaniker Everard Im Thurn verheiratet war.
Lorimer besuchte zunächst die Edinburgh Academy und von 1875 bis 1879 die Royal Scottish Academy. Dort wurde er von George Paul Chalmers und von William McTaggart, dem führenden schottischen Landschaftsmaler, unterrichtet. In den späten 1870er und 1880er Jahren reiste er viel durch Europa und studierte die alten Meister in Frankreich, Italien, Spanien und den Niederlanden. 1886 verbrachte er vier Monate im namhaften Pariser Atelier von Émile Auguste Carolus-Duran, wo auch John Singer Sargent ein Jahrzehnt zuvor studiert hatte.

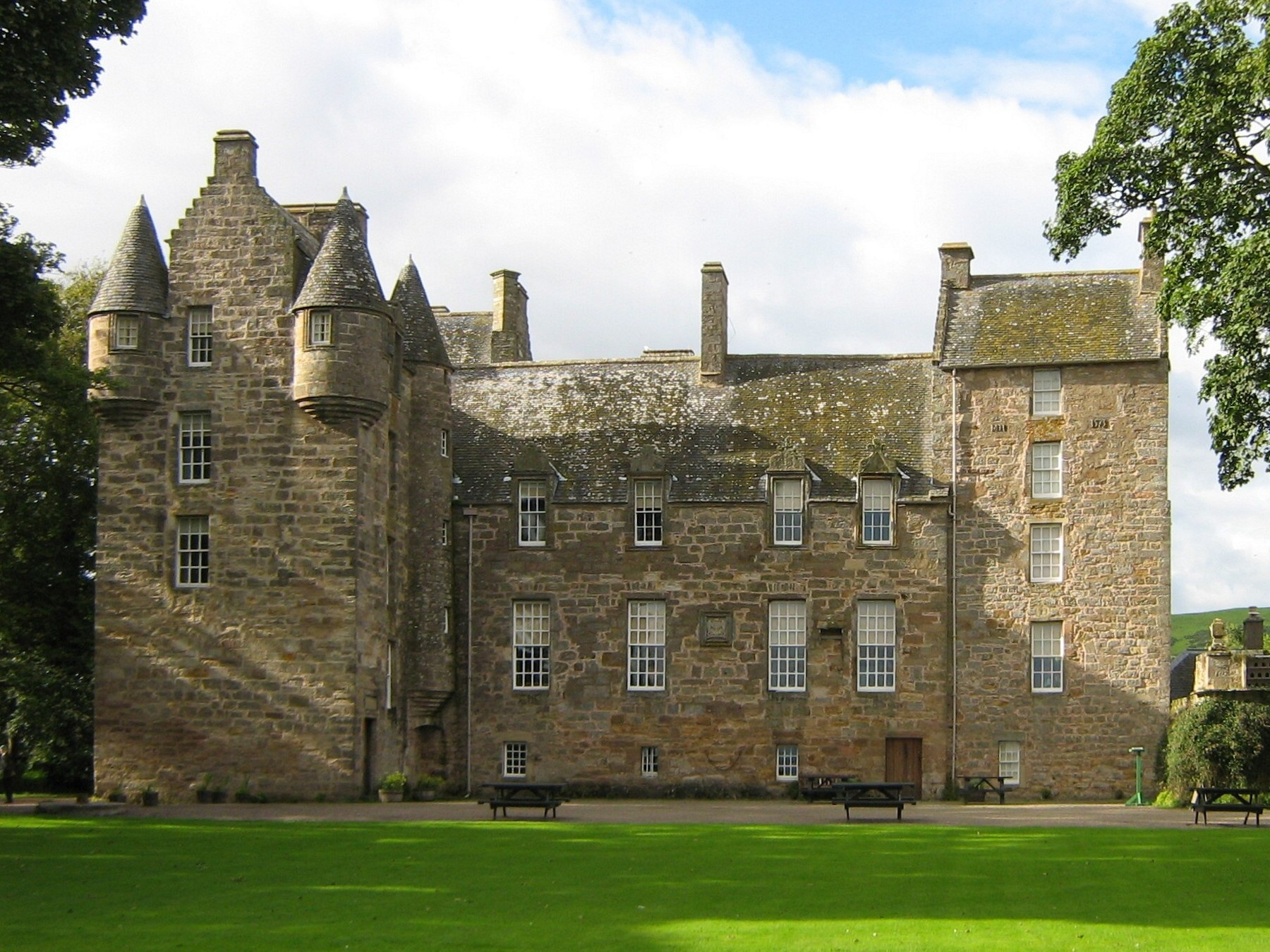
Kellie Castle bei Pittenweem, Fife

1878 pachtete die Familie Lorimer Kellie Castle in der Nähe von Pittenweem in der Grafschaft Fife und begann mit der Restaurierung des Schlosses, um es als Ferienhaus zu nutzen. Lorimer richtete sich in einem der Türme ein Atelier mit Blick auf den Garten ein. Später wurde Kellie Castle zum ständigen Wohnsitz der Familie. Lorimer verbrachte hier viel Zeit mit seinen Verwandten, insbesondere mit seinen Schwestern und seinen Nichten und Neffen.

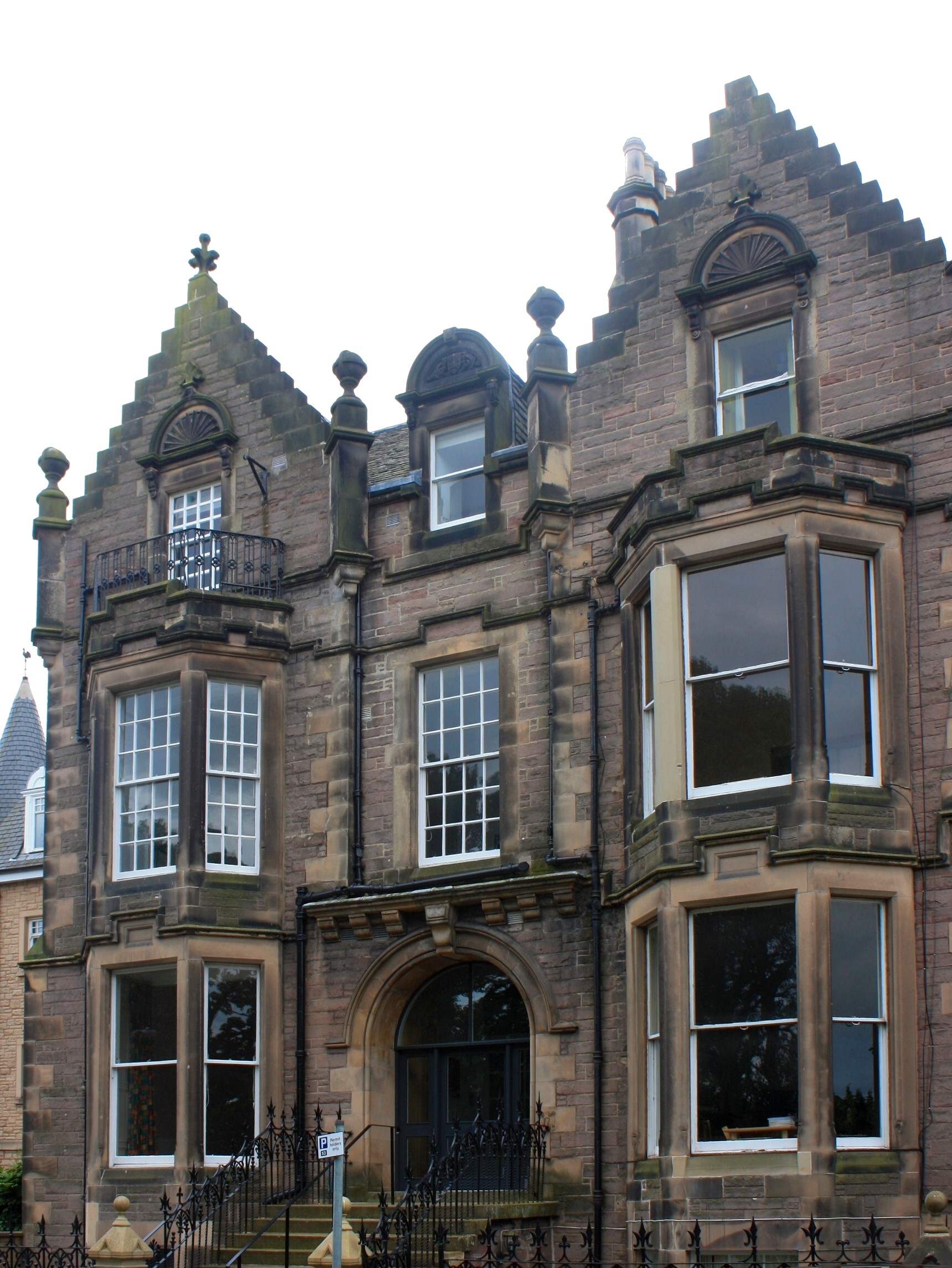
Wohnhaus am Bruntsfield Crescent in Edinburgh

Seine Porträtaufträge veranlassten ihn, viel zu reisen. In den 1890er Jahren ließ er sich schließlich in London nieder und richtete sich ein Studio für Porträtaufträge ein. Zugleich unterhielt er weiterhin ein Atelier in Edinburgh. 1901 zog er wieder zurück nach Edinburgh und wohnte zusammen mit seinem Bruder Robert und seiner Schwester Louise in einem großen Haus am Bruntsfield Crescent in Edinburgh, das von seinem Bruder Robert umgebaut worden war. Zuvor hatte hier der Vater James Lorimer gewohnt.
Lorimer war Mitglied der Edinburgh Astronomical Association (heute Astronomical Society of Edinburgh) und wurde später Vizepräsident der Gesellschaft. Er hinterließ ihr bei seinem Tod ein größeres Vermächtnis. Ein Teil der Mittel wurde verwendet, um ihm zu Ehren eine Medaille zu stiften, die an Personen verliehen werden sollte, die bemerkenswerte Beiträge zur Astronomie geleistet haben. 1938 wurde die Lorimer-Medaille erstmals verliehen und ging an den Astronomen James Jeans.

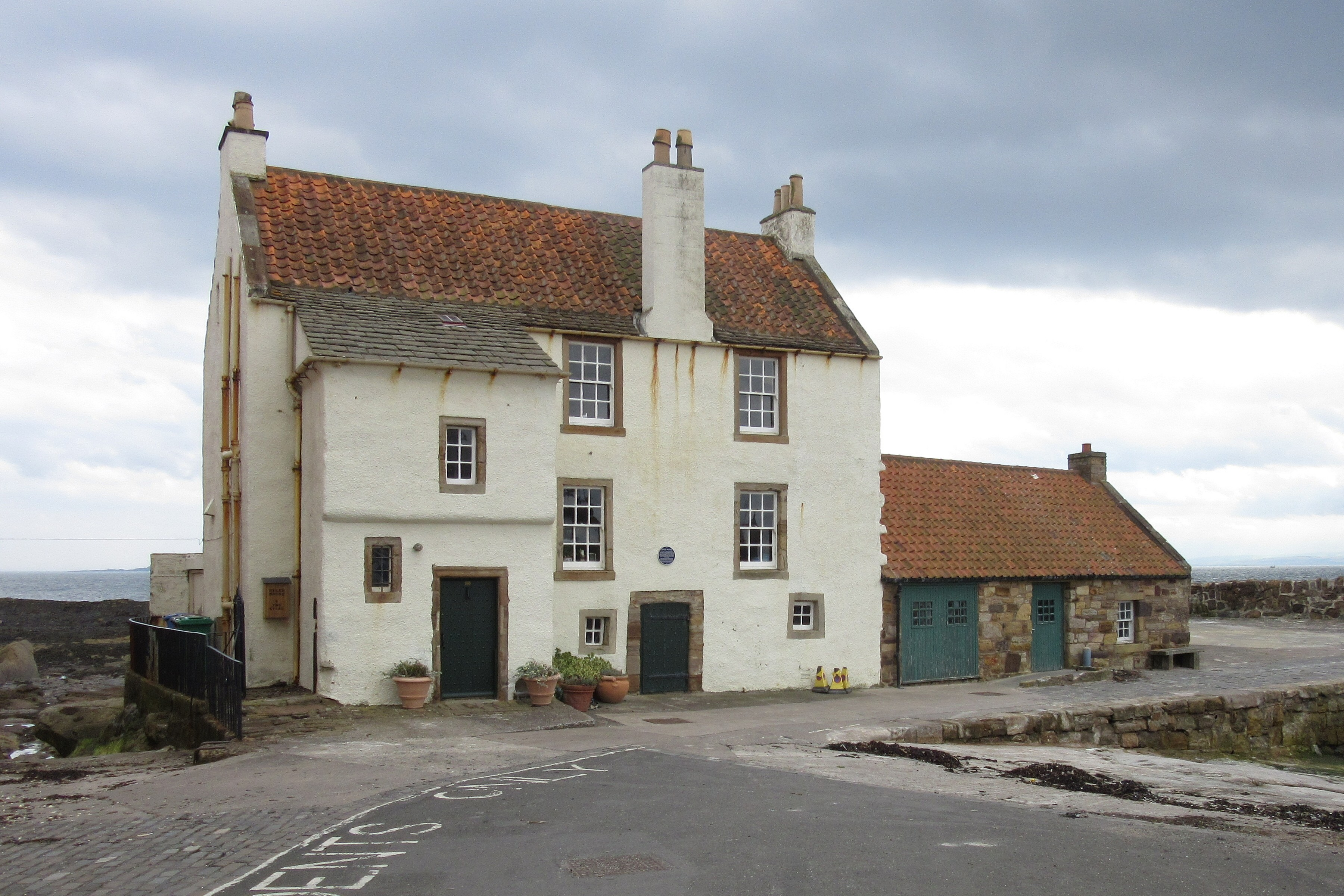
Gyles House in Pittenweem

In seinen späteren Jahren widmete er viel Zeit der Restaurierung von Gyles House, einem alten Gebäude am Hafen von Pittenweem. Dort verstarb er 1936 im Alter von achtzig Jahren. Er ist zusammen mit seinen Eltern und Geschwistern im Familiengrab im Newburn Churchyard in der Nähe von Charleton House begraben.

## Werk
Lorimers künstlerisches Schaffen war breit gefächert. Als junger Maler konzentrierte er sich zunächst auf Stillleben. Hinzu kamen bald erste Porträts, Genreszenen mit narrativen Themen und Landschaftsbilder. Eine ständige Quelle der Inspiration war für ihn Kellie Castle mit seinen Gärten und der umliegenden Landschaft. Zu seinen bekanntesten Gemälden zählen The Flight of the Swallows, Spring Moonlight, Kellie Castle garden und A Peaceful Art. Manchmal versuchte sich Lorimer auch an anspruchsvolleren Themen wie z. B. The Ordination of Elders in a Scottish Kirk, das 1891 in London in der Royal Academy of Arts und 1893 im Pariser Salon ausgestellt wurde und sich heute in der Scottish National Gallery befindet. Lorimer arbeitete meist mit Ölfarben, malte aber auch einige Aquarelle.
Lorimers Werk zeigt eine Reihe von zeitgenössischen Einflüssen. Als Student befasste er sich offenbar mit den Präraffaeliten, wie man auf mindestens einem Gemälde aus dieser Zeit erkennen kann. In manchen späteren Werken ist der Einfluss von James McNeill Whistler offensichtlich. Es zeigen sich auch Bezüge zum Werk von John Everett Millais und zum aufkommenden Impressionismus. Im Wesentlichen steht sein Schaffen aber in der Tradition, die der schottische Künstler Robert Scott Lauder (1803–1869) begründete. Lauder hatte Chalmers und McTaggart, die beiden Lehrmeister von Lorimer, unterrichtet und inspiriert. Die Arbeit dieser Künstler zeichnet sich durch eine besondere Beleuchtung aus, die durch schmale Schatten und helle Glanzlichter erreicht wird. Dieser stilistische Ansatz, bei dem die Darstellung des Lichts in den Vordergrund tritt, prägt auch das Werk von Lorimer, auch wenn er ihn unter dem Einfluss des Impressionismus modifizierte. Er malte häufig Sujets im Gegenlicht oder kombinierte natürliche und künstliche Lichtquellen.
Ab 1873 stellte Lorimer an der Royal Scottish Academy und ab 1878 an der Royal Academy of Arts in London aus. 1882 wurde Lorimer zum assoziierten Mitglied der Royal Scottish Academy gewählt und 1900 zum ordentlichen Akademiemitglied ernannt. Er war auch gewähltes Mitglied der Royal Scottish Society of Painters in Watercolour, der Royal Watercolour Society und der Royal Society of Portrait Painters. Seine Arbeiten, darunter James Lorimer, ein Porträt seines Vaters mit Hund, und Lullaby, ein Porträt des guyanischen Kindermädchens, waren regelmäßig im Pariser Salon zu sehen und wurden mit einer Reihe von Medaillen ausgezeichnet. 1894 konnte Lorimer zwei seiner Bilder, Grandmother′s Birthday und Colonel Anstruther-Thomson, an das Musée du Luxembourg verkaufen.
Lorimer schuf zu Lebzeiten fast 400 Ölgemälde, darunter 130 Porträts, mit denen er hauptsächlich seinen Lebensunterhalt bestritt. Einige dieser Porträts werden heute in der Scottish National Gallery ausgestellt. Daneben malte Lorimer zahlreiche Porträts seiner Verwandten und Szenen des Familienlebens auf Kellie Castle. Auch das Interieur und das Landleben auf Kellie Castle waren ein häufiges Sujet, das sich gut verkaufen ließ. Zahlreiche Werke sind noch heute in Kellie Castle zu sehen, darunter Sunlight in the South Room at Kellie Castle und The Long Shadows. Lorimer fertigte auch gelegentlich Kopien von Gemälden alter Meister wie Tizian, Giovanni Bellini, Giovanni Battista Tiepolo und Thomas Gainsborough an. Vom November 2021 bis März 2022 wurde dem Künstler im City Art Centre von Edinburgh erstmals eine Retrospektive seiner Werke gewidmet, die den Titel Reflections: The light and life of John Henry Lorimer trug.

## Gemälde (Auswahl)
Porträts

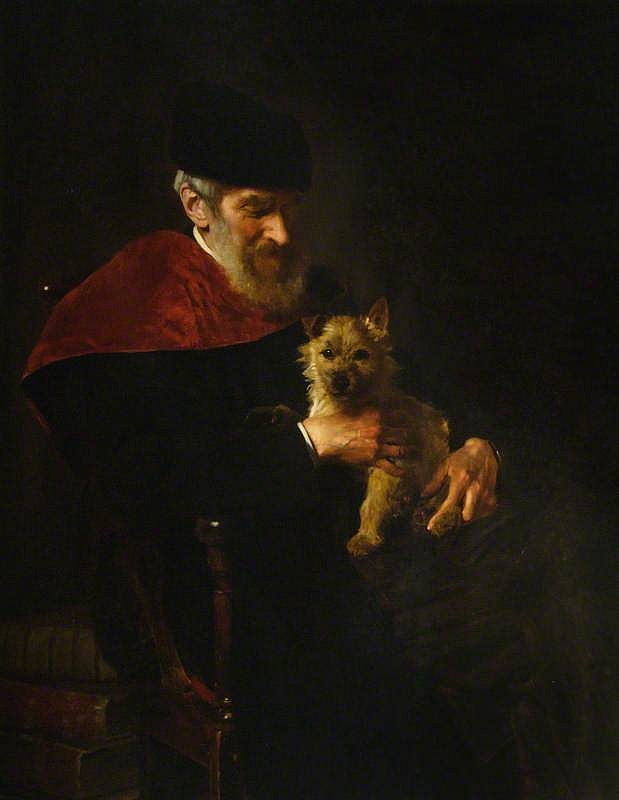
James Lorimer, der Vater des Künstlers (1890)
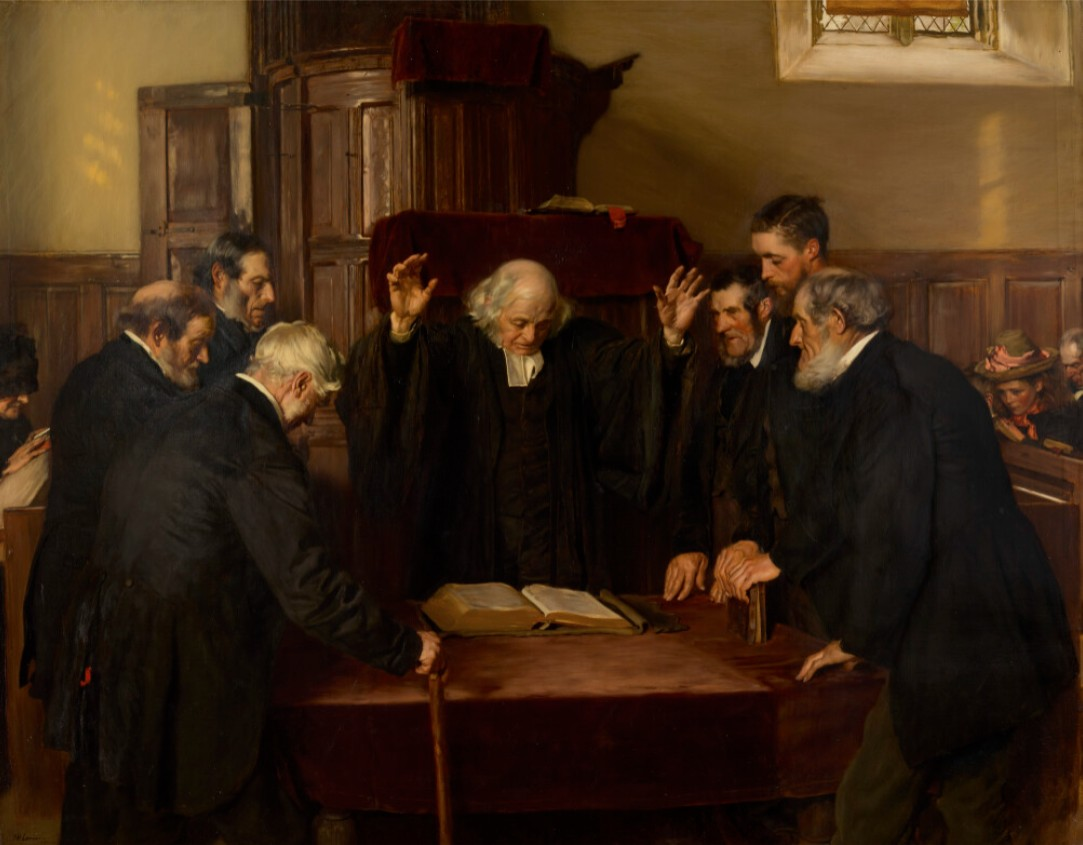
The Ordination of Elders in a Scottish Kirk (1891)
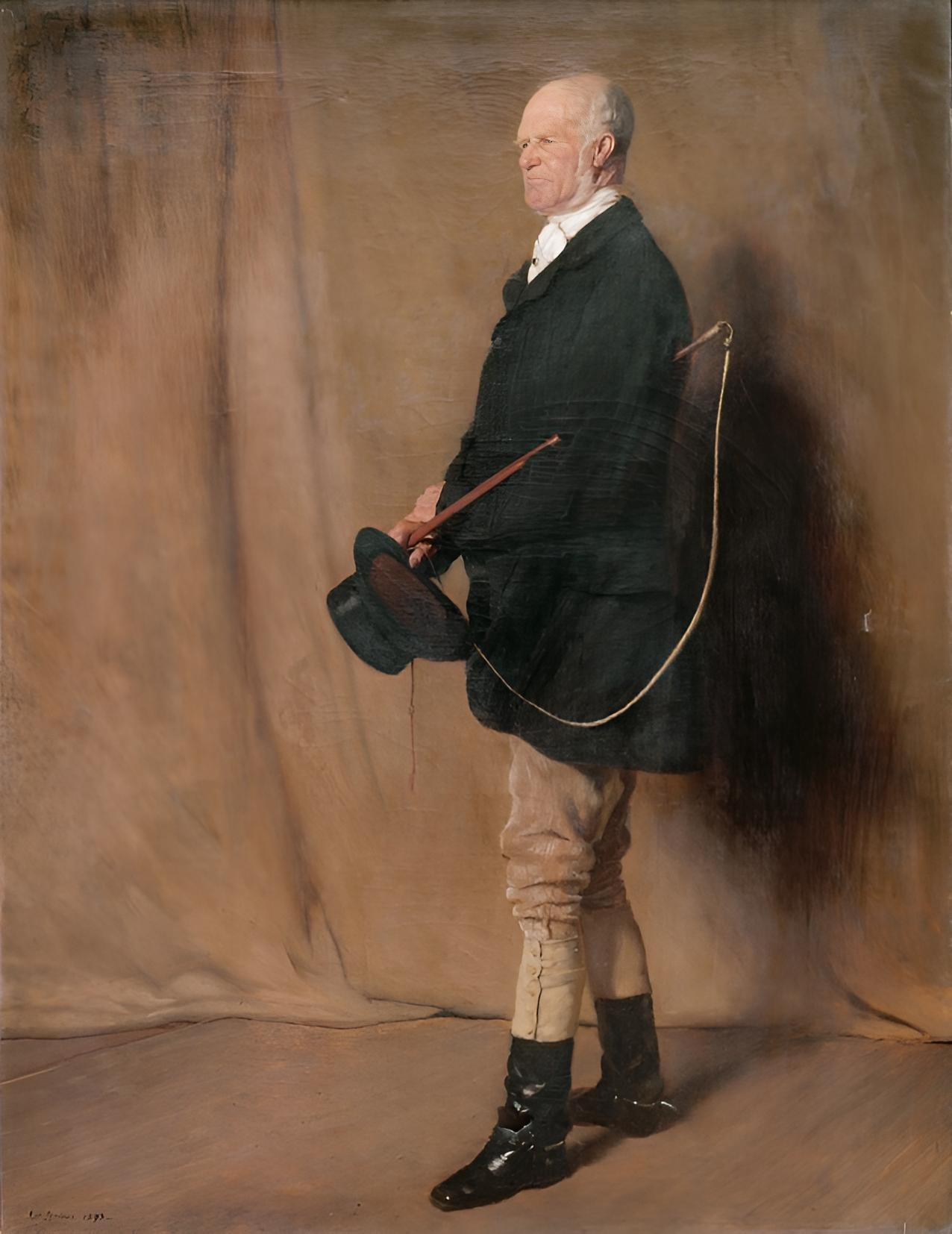
Colonel Anstruther-Thomson (1893)

Kellie Castle

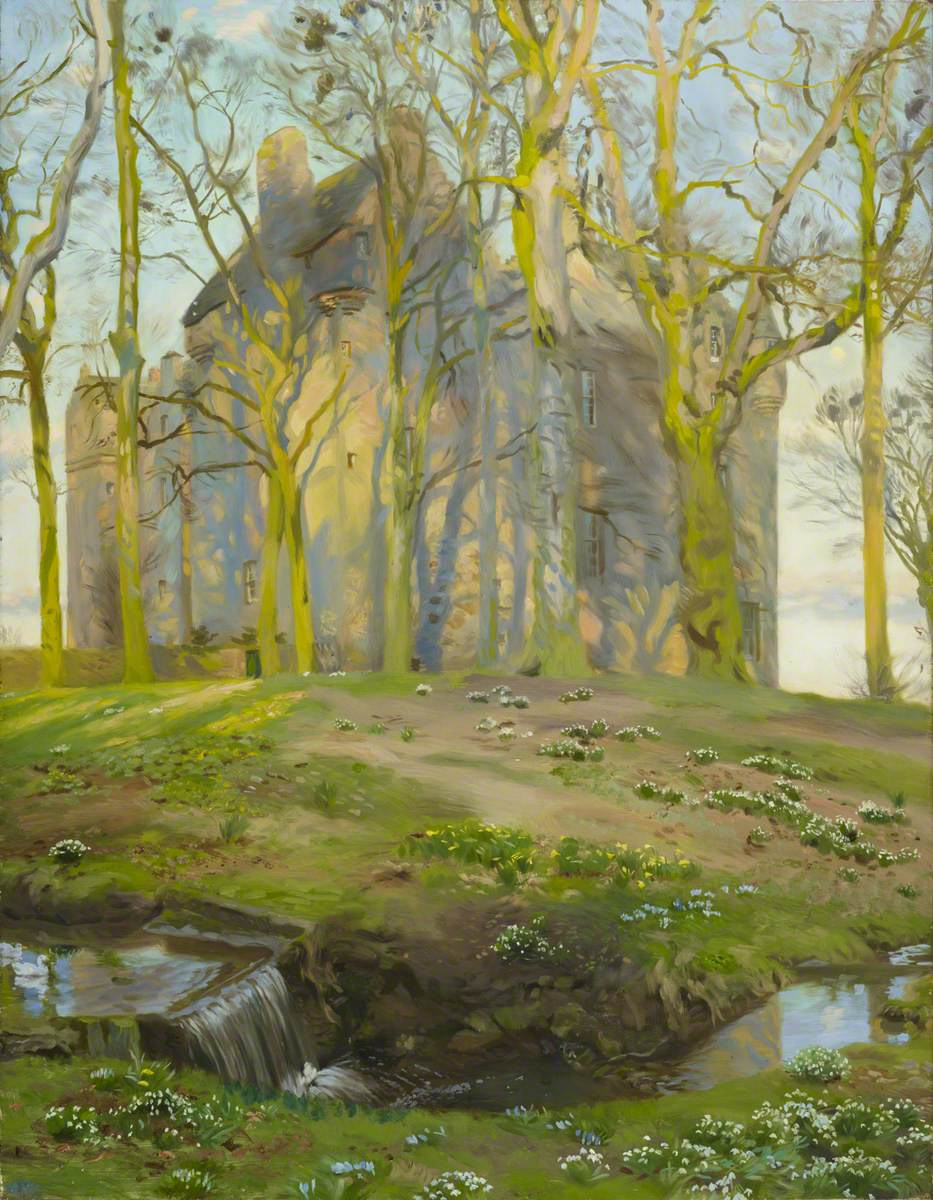
Sundown in Spring
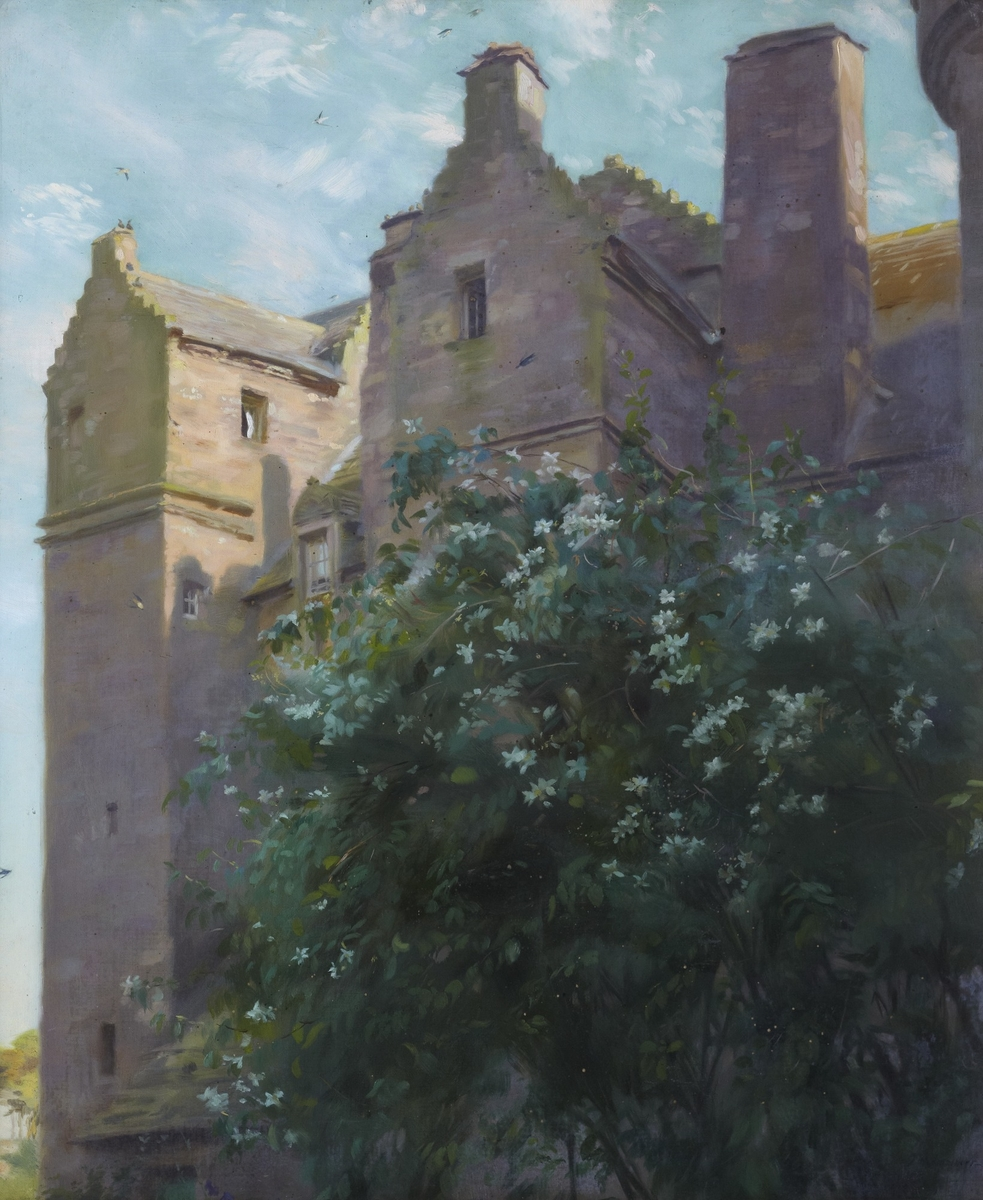
View of Kellie Castle
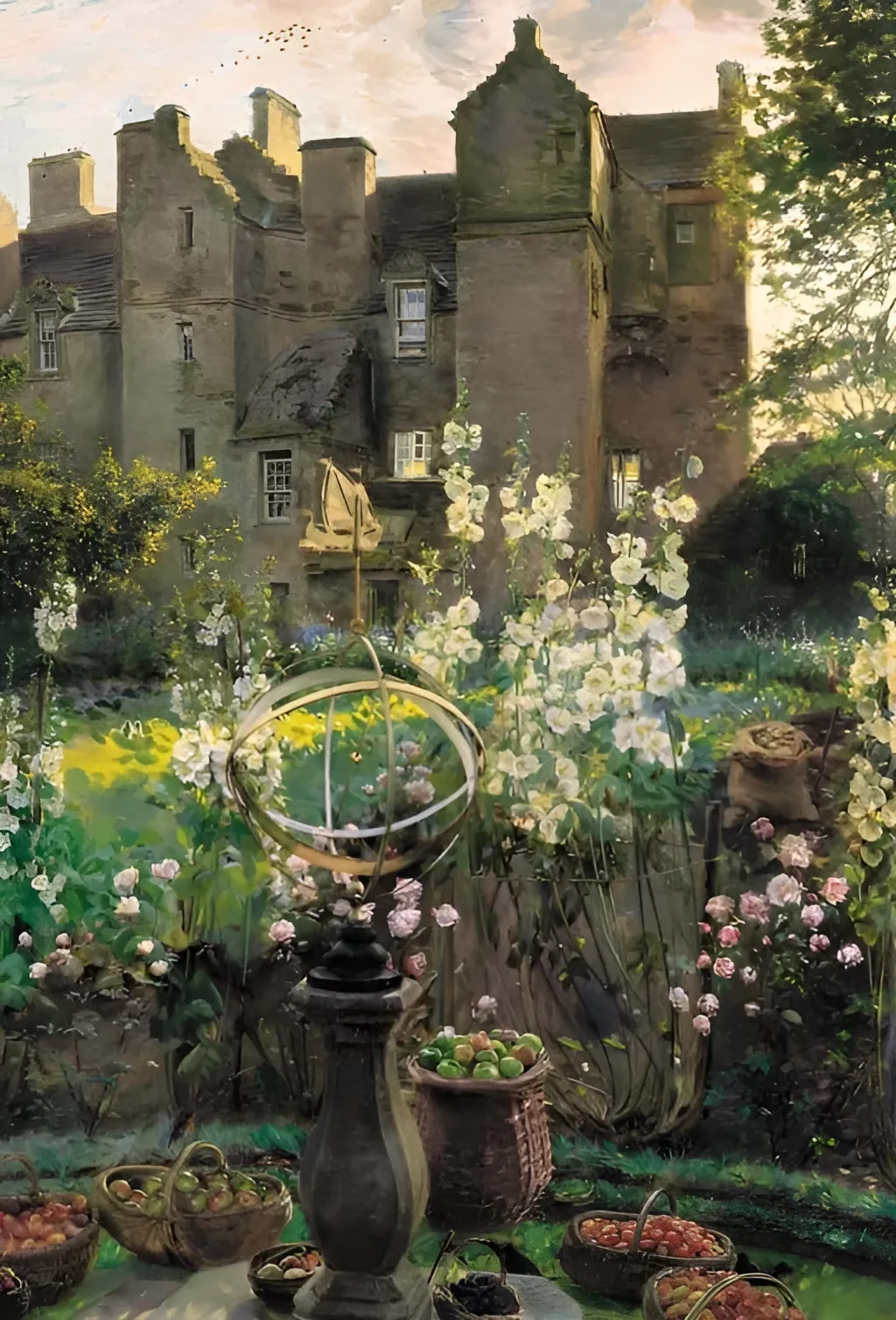
Kellie Castle garden

Stillleben

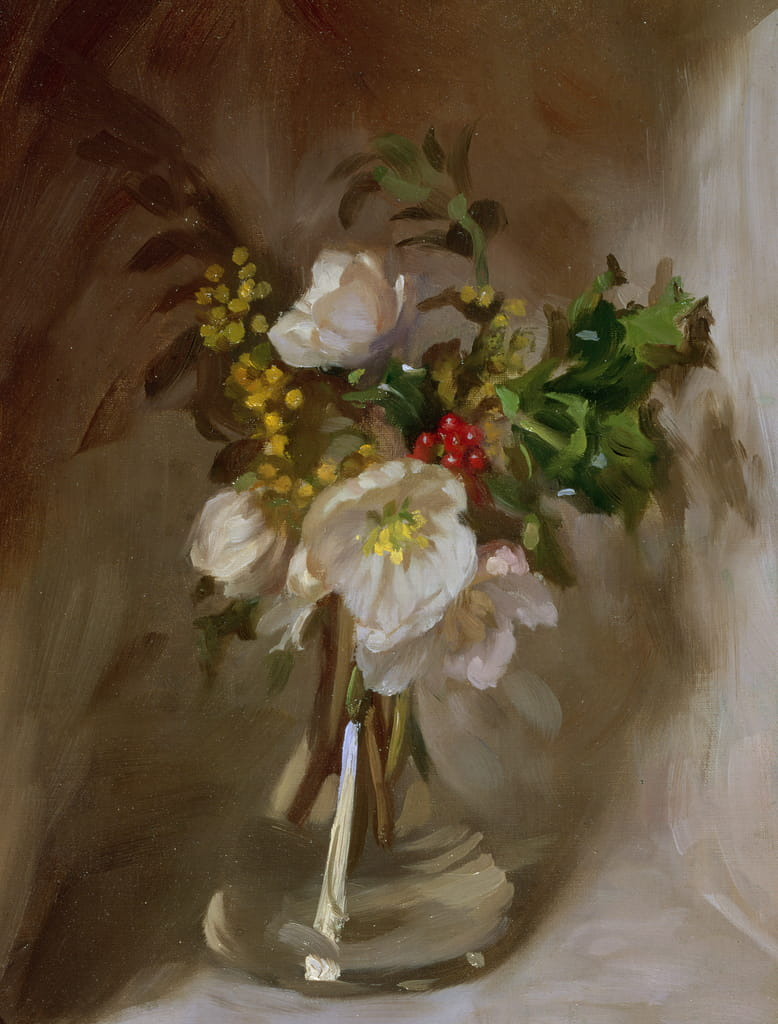
Winter Flowers
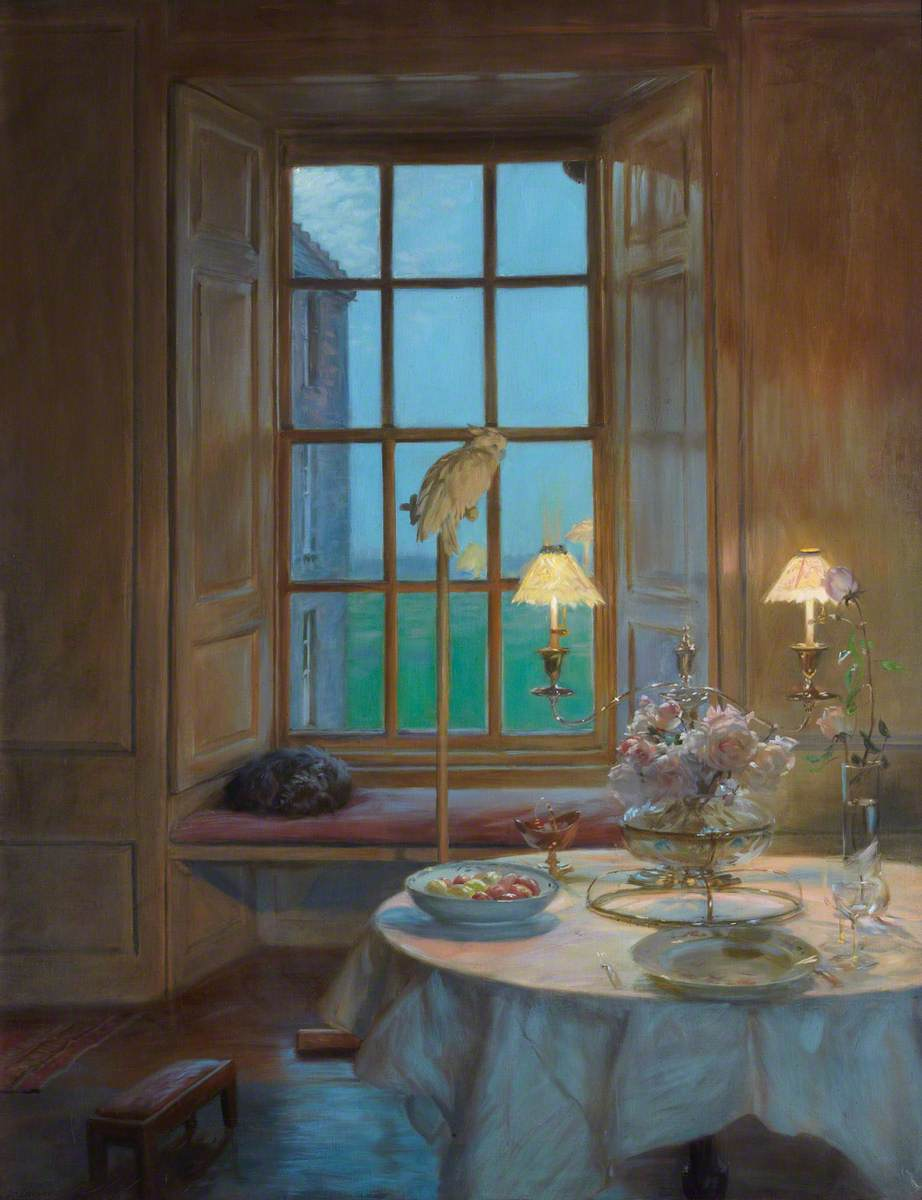
A Room at Twilight, Kellie Castle
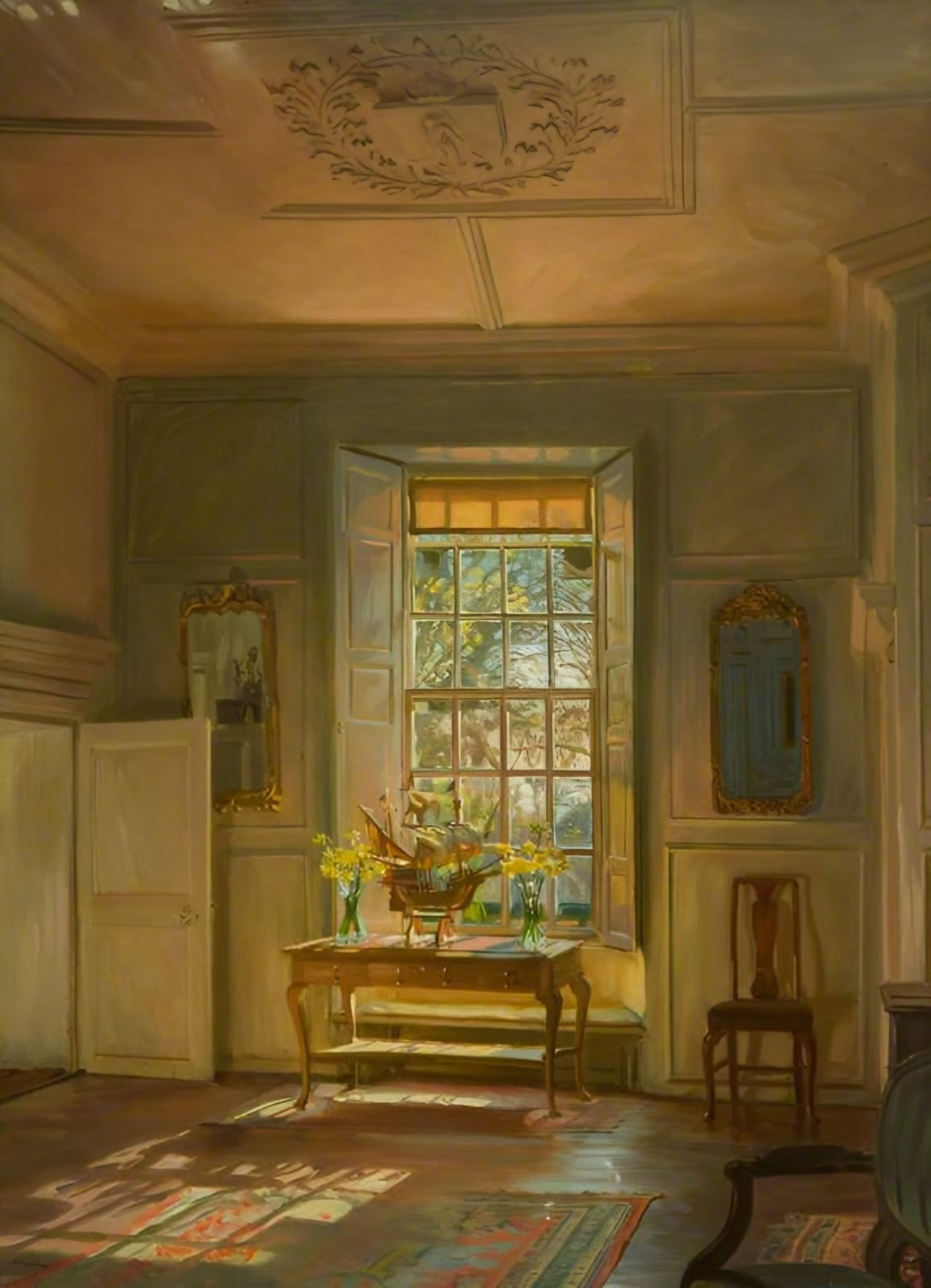
Sunlight in the South Room at Kellie Castle (1913)

Familienbilder

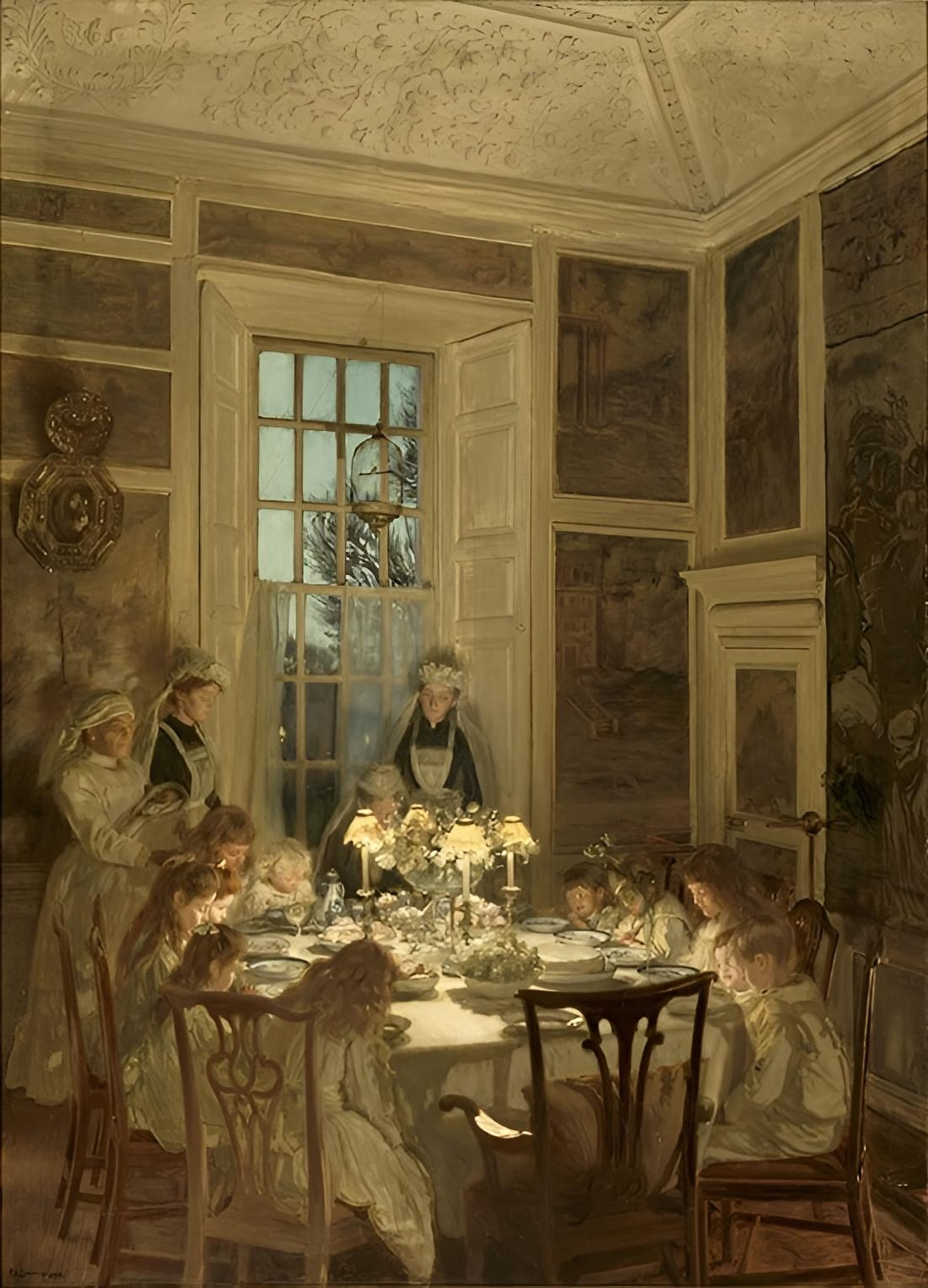
Grandmother′s Birthday (1893)
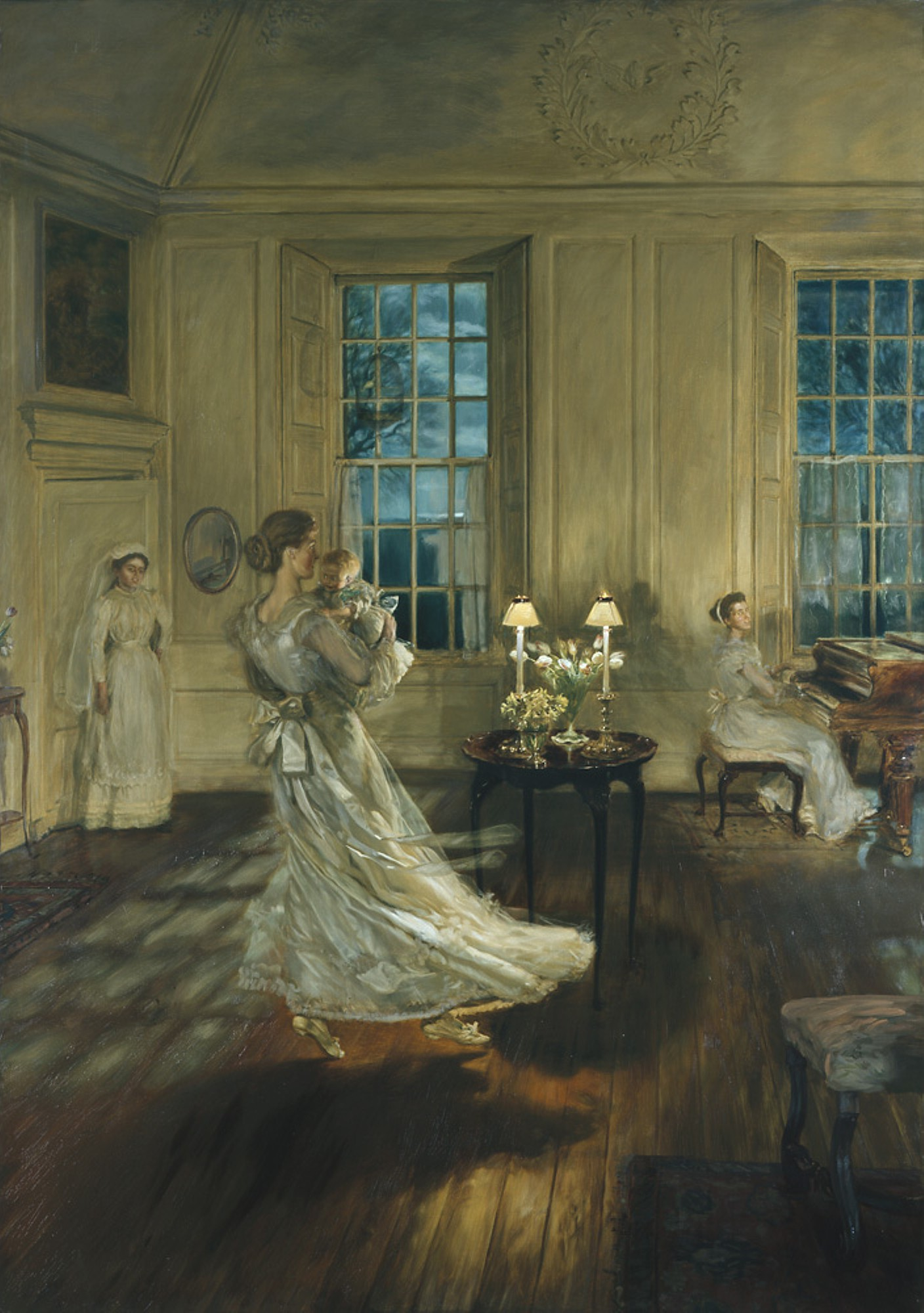
Spring Moonlight
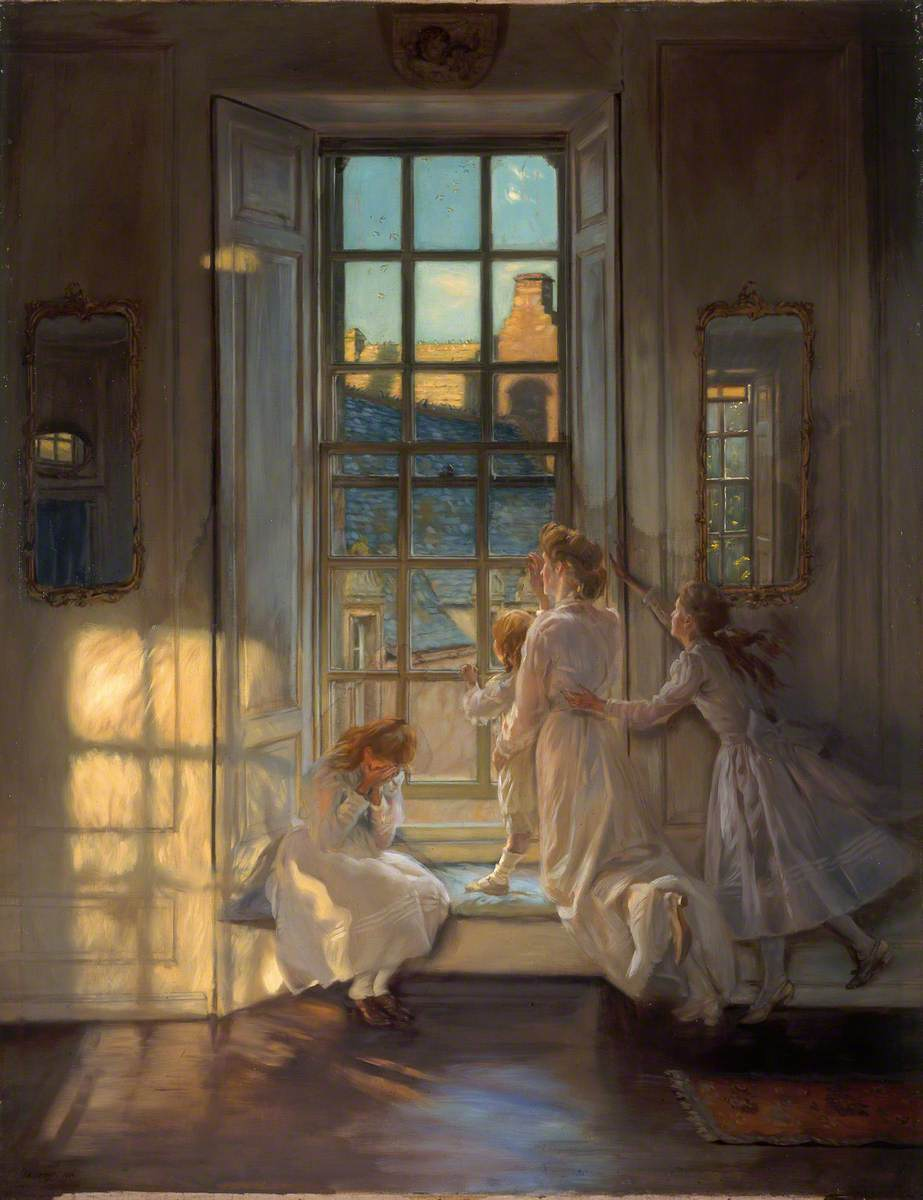
The Flight of the Swallows (1906)

Genrebilder

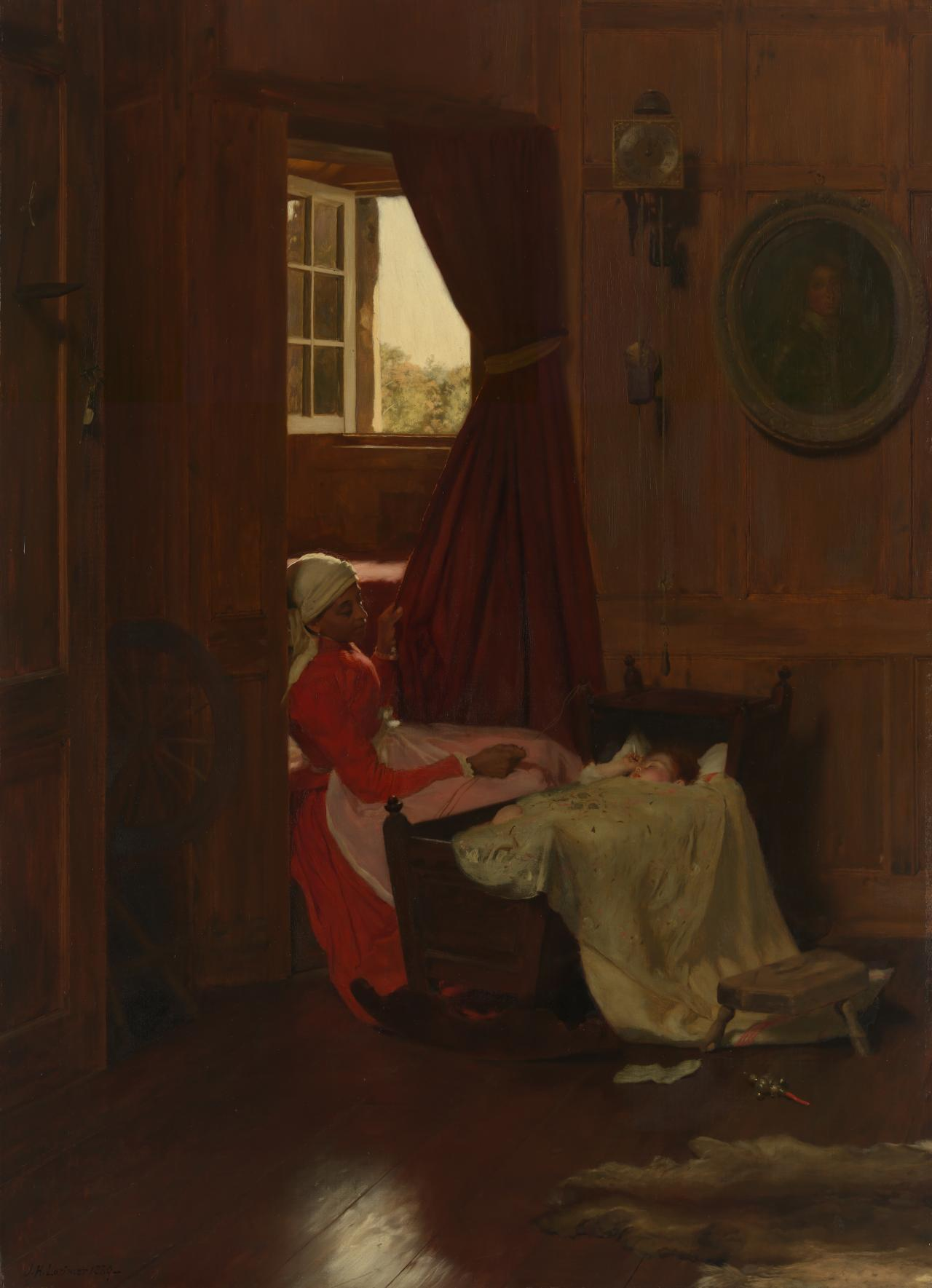
Lullaby
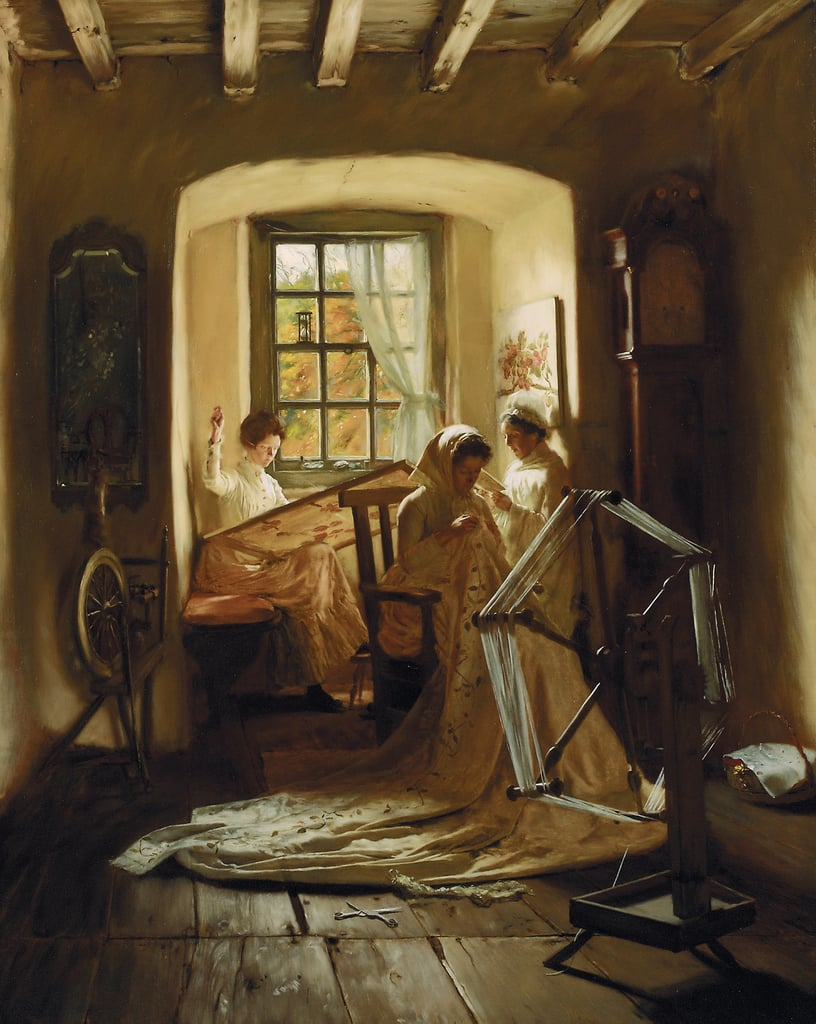
A Peaceful Art (1888)
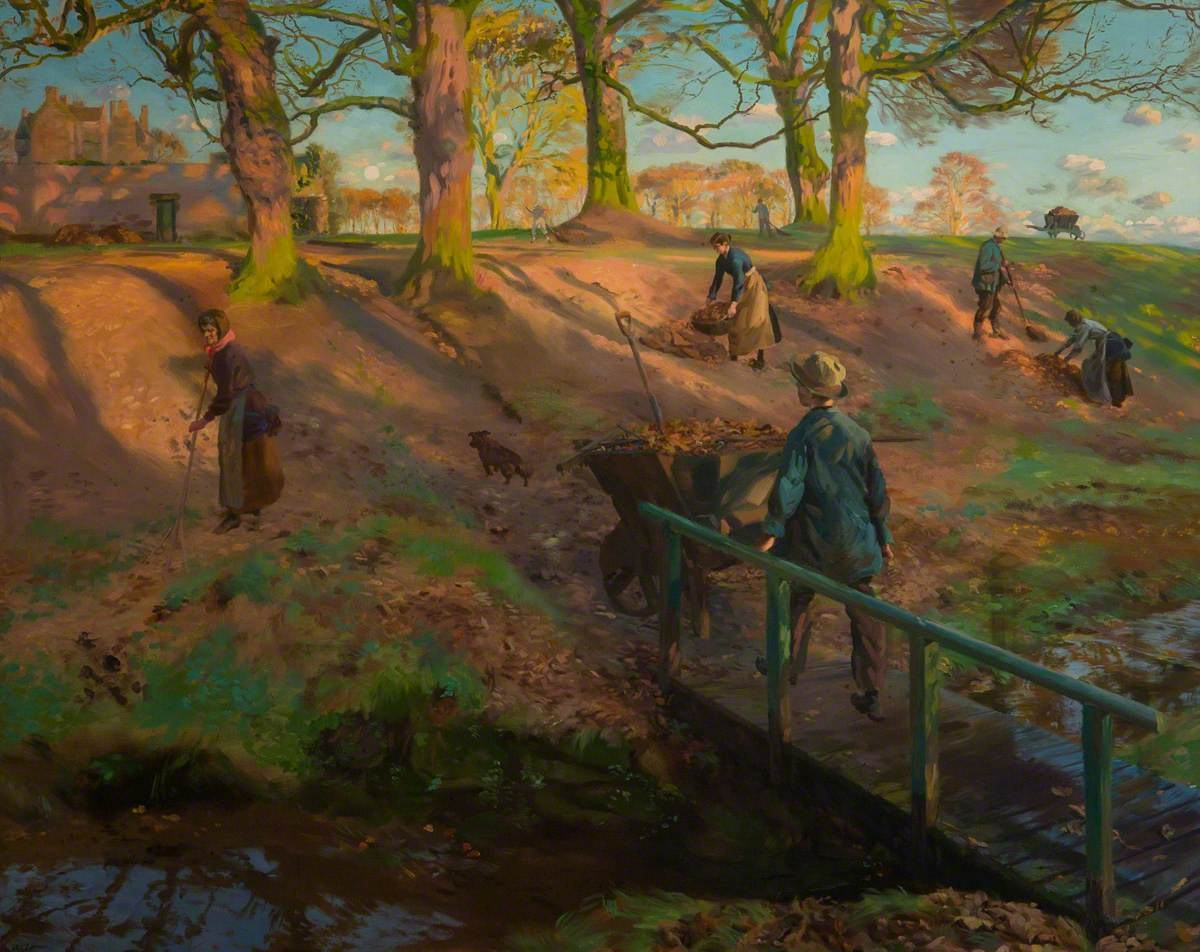
The Long Shadows (1918)